# Zawodzie (Gorlice)
Zawodzie – jedna z dzielnic miasta Gorlice, położona w prawobrzeżnej części miasta za rzeką Ropą, gdzie usytuowane są m.in.: 
- Ośrodek Sportu i Rekreacji
- Klub Sportowy GKS Glinik Gorlice
- Park Miejski
- Szkoła Podstawowa nr. 1 im. Stanisława Konarskiego
- Zespół Szkół Ekonomicznych im. Jana Pawła II
- Powiatowy Specjalistyczny Szpital im. Henryka Klimontowicza.

## Osiedla Zawodzia
- Osiedle "Zawodzie" przy ulicy Kościuszki
- Osiedle Konstytucji 3-go maja
- Nowodworze

## Z kart historii
Dzielnica powstała na początku XIX w., jednak pierwsze domy za rzeką Ropą pojawiły się prawdopodobnie w okresie rozbudowy miasta po pożarze z 1657 r.
W 1854 roku w dzielnicy tej na skrzyżowaniu ulic Węgierskiej i Kościuszki zapłonęła pierwsza na świecie uliczna lampa naftowa skonstruowana przez Ignacego Łukasiewicza. Do dzisiaj w tym miejscu stoi przypominająca o tym kapliczka, o kształcie kojarzącym się z lampa naftową. 
W latach 1909–1923 Władysław Długosz pełniąc urząd marszałka Rady Powiatowej w Gorlicach wybudował dwa internaty: bursę polską przy ulicy Węgierskiej i bursę ruską dla młodzieży łemkowskiej przy ulicy Sienkiewicza.
Na przełomie 2014/2015 na gorlickim osiedlu Zawodzie powstał jednosekcyjny amatorski klub tenisa stołowego - Osiedlowy Klub Sportowy "Zawodzie" Gorlice. 

## Skrzyżowanie szlaków
Dzielnice Zawodzie przecinają drogi: droga krajowa nr 28 Przemyśl–Wadowice oraz droga wojewódzka nr 977 Tarnów – Gorlice – Słowacja. 

## Świątynie
- rzymskokatolicki kościół pod wezwaniem św. Jadwigi Królowej, ul. Ariańska 4
- prawosławna cerkiew Świętej Trójcy, ul. św. Maksyma